# 旗鰭駝背脂鯉
旗鰭駝背脂鯉（学名：Cyphocharax vexillapinnus），為輻鰭魚綱脂鯉目脂鯉亞目無齒脂鯉科的其中一個種，分布於南美洲亞馬遜河中上游流域，體長可達6.3公分，棲息在底中層水域，以生活習性不明。